# Вељка Чаломија
Вељка Чаломија (слч. Veľká Čalomija) насељено је мјесто са административним статусом сеоске општине (слч. obec) у округу Вељки Кртиш, у Банскобистричком крају, Словачка Република.

## Становништво
| Година:    | 1994. | 2004.   | 2014.   | 2024.   |
| ---------- | ----- | ------- | ------- | ------- |
| Број људи: | 672   | 617     | 604     | 579     |
| Разлика:   |       | -8,18 % | -2,10 % | -4,13 % |

| Година:    | 2023. | 2024.   |
| ---------- | ----- | ------- |
| Број људи: | 582   | 579     |
| Разлика:   |       | -0,51 % |

Према подацима о броју становника из 2011. године насеље је имало 604 становника.